# 松野トンネル崩壊事故
松野トンネル崩壊事故（まつのトンネルほうかいじこ）は、国鉄磐越西線（当時岩越線）の喜多方駅 - 山都駅間にかつて存在した松野隧道（1907年2月21日着工、1909年12月20日竣工、1910年12月1日供用）が、竣工からわずか8年後の1917年（大正6年）早春に大崩壊し、喜多方駅 - 山都駅間が1年以上不通になった事故。

## 概要
JR磐越西線（当時の官設鉄道・岩越線〈がんえつせん〉）の喜多方駅 - 山都駅間には、慶徳トンネル旧東口（旧喜多方坑口）の沢をはさむよう相対して松野トンネル（延長264.6m）が存在し、慶徳村と小川村（いずれも現在の喜多方市）の境界付近を直線で結んでいた。
1917年（大正6年）3月26日午前3時ころ、煉瓦（レンガ）製だったトンネルの西端付近から徐々に変形が現れて、やがてアーチレンガの大崩落が始まり、数時間でトンネルの西半分がほとんど押し潰されたうえ西口（山都坑口）は完全に押し流され、喜多方駅－山都駅間が1年以上にわたって不通になった。
地質不良がわかっていたために、定期的に巡回点検がなされていたのが幸いし、列車事故は未然に食い止められた一方で、第一次世界大戦のさなかであり、地元紙にも数行載っただけで、全国的にはこの件が余り公にはされなかった。

## 原因
付近は会津盆地西縁断層帯が通っているため、会津で和泉層と呼ばれる風化した粘土質の地層と、折からの豪雪（大正豪雪）による融雪水が引き金となり、松野トンネル付近の雷神山に大規模な地すべりが発生したのが原因。
資料によれば同トンネルは、死亡事故こそなかったものの工事中から度々の部分崩壊事故が続き、一部はレンガ巻きが通常の2倍の9枚巻きに強化されていた。なお同じ岩越線の尾登トンネルにも崩壊事故があったことが記載されている。

## 未完に終わった修築工事
同トンネル崩壊後、ただちに東半分のトンネル残存部分の復旧には、斧指（よきさし）と呼ばれる専門の支保工夫が動員され、西半分の崩壊部分はトンネルを切り開くべく多数の工夫が動員され、数か月間悪戦苦闘しつつ崩落土砂等の除去にあたるが、上の雷神山方向から大量の土砂が押し寄せるばかりで復旧もままならず、やがて同トンネルは打ち捨てられることになる。
現在は両側とも福島県喜多方市に属し、松野トンネル東口（喜多方坑口）遺構が藪のなかに残存するのみである。

## 不通箇所の連絡
松野トンネルの復旧に数か月以上かかることが判明したため、松野トンネル東側（現・慶徳踏切付近）に喜多方寄り乗降場を、沢をはさんで相対する慶徳トンネル旧東口に山都寄り乗降場を仮設し、崩壊現場付近は南側を徒歩で連絡することとした。しかし貨物については連絡に多大な人力が必要となるため、急きょ両トンネルの上部を結ぶように延長2km弱の索道を設けて、8月中旬より迂回輸送をしていたが、索道橋脚が木製の簡素なものであり重量貨物は運べないなど、大きな制約があった。
なお山都寄り乗降場は、蒸気機関車の煤煙が復旧工事と通行旅客に支障をきたすことや、索道輸送の用地の関係で、慶徳トンネル西口に移設された。

## 線路付け替え工事
その後半年間、悪戦苦闘するも復旧がままならず、やむなく松野トンネルを迂回するルートが検討される。
畑子沢の疏水トンネルを南に延長しながら盛土して軌道を敷設、同トンネルと相対していた慶徳トンネルも旧東口200m程度がトンネル途中から逆S字カーブで掘り直されるという前代未聞の突貫工事により線路の付け替えが行われ、1年以上過ぎた1918年（大正7年）6月12日に全面復旧した。このため慶徳トンネルの長さは708mから808.6m（スノーシェッド含む）に伸長されている。

## 影響

### 当時の影響
当時、新潟県と高崎市との間を結ぶ信越本線は、碓氷峠のアプト式区間がボトルネックで、岩越線回りは第2ルートとも呼ばれていたが、夜行列車では新潟 - 上野間の到達時分がむしろ早いものもあった。また信越本線の短絡ルートとなる上越線は未開通であった。
そのうえ東日本の東西を結ぶ路線は当時ほかにないため、第一次世界大戦の特需や軍事物資の輸送など、かなりの部分を岩越線が担っていた。岩越線の不通により碓氷峠のアプト式区間には一挙に数倍の貨物が押し寄せたという。
さらに日橋川沿いの電力をあてに会津地方に進出していた事業所は原材料の調達に支障をきたし、操業停止に追い込まれるところもあり、影響は甚大なものだった。

### 以後の影響
岩越線の全通から3年、松野トンネルの竣工からわずか8年で崩壊事故が発生したことで、一ノ戸川橋梁建設のためとはいえ路線選定の甘さが背景にあった（慶徳踏切から慶徳トンネル西口まで1km以上がほぼ直線引き）のが問題となり、構造物の後々の保守を考えた地質調査の重要性が指摘され、以後は事前の地質調査も入念になされるようになった。
この事故により、上越線の建設工事にも拍車がかかり、上越線は1931年に全通を迎えた。